# Давар
«Дава́р» (ивр. דָּבָר‎ «Слово» и одновременно «Дело») — израильская газета, выходившая на иврите с 1925 по 1996 год, одна из старейших ежедневных газет Израиля. Перезапущена в 2016 году под названием «Давар Ришон» как онлайн-издание профсоюзной федерации Гистадрут.

## История

### Во времяБританского мандата

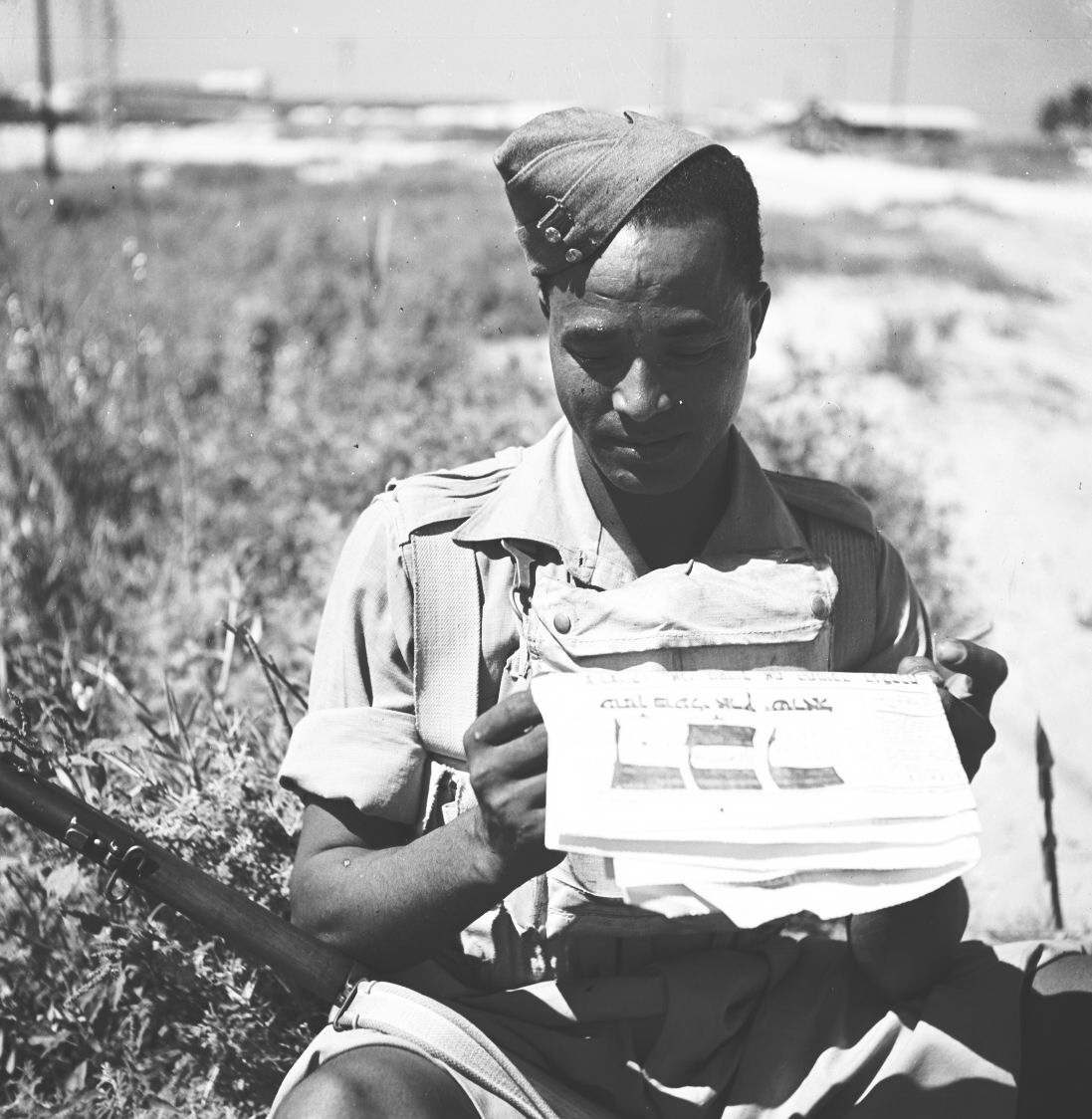
Мобилизованный в британскую армию солдат читает газету «Давар»

Газета была основана Берлом Кацнельсоном и Моше Бейлинсоном. Её первый номер вышел 1 июня 1925 года с подзаголовком «Газета рабочих Страны Израиля». Считается, что название газеты было придумано Хаимом Нахманом Бяликом, но некоторые исследователи полагают, что это сделал Берл Кацнельсон. Кацнельсон видел в газете орудие, способствующее движению сознания рабочего класса в сторону социализма и национального возрождения. Газета начала выходить в одноименном издательстве, которое было создано специально для выпуска газеты «Давар», а также для выпуска книг. С самого начала среди постоянных авторов газеты был Залман Шазар, который впоследствии стал президентом Государства Израиль, После смерти Б. Кацнельсона в 1944 году он стал редактором газеты.
В то время рабочее движение в Ишуве фактически возглавляла социалистическая сионистская партия Мапай и объединение социалистических профсоюзов Гистадрут, и газета «Давар» была по факту печатным органом руководства Ишува.
В 1930-х—1940-х годах издание газеты несколько раз прекращали на 1—2 недели за критику политики британских властей, в основном в области их борьбы с нелегальной иммиграцией евреев в Палестину.

### Во время войны за независимость
Во время Войны за независимость в ходе битвы за Иерусалим город находился в осаде. В связи с тем, что газету, печатавшуюся в Тель-Авиве, в Иерусалим доставить было невозможно,  несколько журналистов из Иерусалима основали газету под названием «Давар Йерушалаим». Редакцию возглавил Ицхак Бен Дор, который был убит в ходе боев во время обстрела.

### После создания государства
Первые тридцать лет существования Государства Израиль у власти находилась социалистическая сионистская партия Мапай. Газета «Давар» была трибуной правящей партии и по этой причине считалась влиятельной израильской газетой и центральным политическим органом страны. Газета «Давар» работала также в качестве книжного издательства и местного информационного агентства. В 1950 году по всей стране в газете работало около 400 человек.
Редакция газеты «Давар» находилась в Тель-Авиве на улице Шейнкина. Сотрудники газеты, люди передовых и либеральных взглядов, проводили много времени в местных кафе, дав начало термину «шейнкинисты»
С 1961 года начал выходить независимый еженедельник «Давар аШавуа». В отличие от самой газеты, еженедельник доставлялся только подписчикам. Изменив свое лицо, «Давар аШавуа» ушел от новостной тематики и стал специализироваться в области культуры. Он также сосредоточился на обзоре мировых политических событий, включая переводные статьи и фотографии международных информационных агентств. В 1964 году главным редактором еженедельника был назначен Эгуд Змора, который превратил «Давар аШавуа» в ведущий общественно-литературный журнал страны. Змора собрал вокруг себя группу молодых журналистов, писателей и поэтов, таких как Нахум Барнеа, Дорон Розенблюм, Майкл Хандельзалтс, Эли Мохар, Дэнни Керман, Яир Гарбуз, Йонатан Гефен и другие. Новые авторы превратили еженедельник в качественное и интересное издание. Кроме того, Змора убедил известных писателей, таких как Амос Оз, Йорам Канюк, Хаим Беер, Ниссим Алони, Дан Цалка, Ханох Бартов, С.Изгар и Моше Шамир, писать для еженедельника очерки и рассказы. Благодаря этом еженедельник стал чрезвычайно популярным.
В период с 1970 по 1990 год редактором газеты была Хана Земер. До этого она была парламентским и политическим репортером в газете, а затем заместителем редактора.

### Падение популярности и закрытие
В 1977 году власть в Израиле впервые перешла в руки правой партии «Херут», что стало настоящим политическим потрясением. Падение популярности Рабочей партии и уменьшение влияния совета профсоюзов (Гистадрута) привели к тому, что интерес к газете в 1980-х годах упал.
После выхода на пенсию Ханы Земер издание редактировали совместно Йорам Пери и Даниэль Блох. Они попытались модернизировать газету, сделать её более современной, либеральной и открытой, предназначенной для более широкого круга читателей.
В газете «Давар», единственной среди ежедневных газет в Израиле появился постоянный раздел для геев и лесбиянок под названием «Гомогенный» под редакцией Цви Марома. В последние годы существования газеты под этот раздел был отведен разворот в приложении «Двар ха-Шавуа».
В попытке создать более современную газету, отражающую современную картину мира, название газеты было изменено на «Давар Ришон», её редактором был назначен Рон Бен-Ишай. Но Бен-Ишай не смог спасти газету. Даже бывший тогда председателем Гистадрута Хаим Рамон не смог спасти газету от закрытия. «Давар Ришон» был закрыт 21 мая 1996 года.
24 сентября 2004 года в ознаменование 60-летия со дня смерти Берла Кацнельсона был напечатан и распродан специальный выпуск газеты.
В 2005 году, в 80-ю годовщину выхода первого номера газеты, под редакцией Даниэля Блоха вышло одноразовое издание газеты в Интернете.
Дом, в котором размещалась редакция (угол улиц Мелкет и Шейнкин в Тель-Авиве), был снесен, и на его месте построили жилой дом.
В 2015 году Гистадрут решил открыть новостной сайт, который использовал бы бренд «Давар». Веб-сайт «Давар Ришон» был открыт 7 июня 2016 года.

## Параллельные издания
Во время британского мандата и в первые годы существования государства, «Давар» был самой распространенной газетой. Одновременно с газетой издательство публиковало следующие информационные бюллетени:
- «Двар ха-Шавуа»: еженедельный журнал, который начал публиковаться в 1946 году, а в 1961 году стал субботним приложением к газете «Давар».
- «Давар леЕладим»: детский журнал, в котором участвовали лучшие писатели и поэты. Его редактором был Ицхак Яцив, а его постоянным иллюстратором — Нахум Гутман. Газета начала издаваться в 1931 году, а позже стала независимым изданием.
- «Двар ха-Поэль»: журнал рабочего движения, который начал выходить в 1934 году.
- Еженедельник «Ага»: затем он превратился в ежедневную газету «Омер» с огласовками, предназначенные для новых репатриантов
- «ха-Дор»: вечернее издание, выходившее в 1948—1955 годах.
- «Кооперативная экономика».
- «Ваадкан»: орган рабочих комитетов.
- Издание на лёгком иврите для новых иммигрантов, издававшийся еженедельно в 1940—1950 годах

Перечисленные приложения давали всестороннее освещение вопросов семьи и реальной жизни. Они были особенно популярны среди жителей кибуцев и трудовых поселений. В этой среде статьи, публикуемые приложениями, вызывали широкий отклик, споры и дебаты по самым различным вопросам: от поселенчества и экономики до литературы и театра.

## «Давар Ахер»
Сатирический раздел газеты под названием «Давар Ахер» («Другое дело») появился в июле 1983 года и просуществовал 12 лет. Раздел этот был очень популярен у читателей. Сначала этот раздел вели Данни Карман, Хаим Беер, Ицхак Бен-Нер и Аарон Шемми. Позднее трое последних из названных авторов покинули газету, а на их место пришли Шломо Ницан и Яир Гарбуз.
С падением популярности газеты раздел начала публиковать также газета «Едиот Ахронот». Публикация в «Едиот Ахронот» продолжалась и после закрытия газеты «Давар» до 2004 года. В 2004 году редактор «Едиот Ахронот»  Моше Варди решил прекратить публикацию раздела, и 20 августа 2004 года он появился в последний раз. Авторы перевели свои публикации на веб-сайт под названием «Другое дело в сети». С 2010 года и по настоящее время этот сайт неактивен.

## Авторы
- Натан Альтерман — начиная с 1943 года он опубликовал в газете стихотворную «Седьмую колонку»
- Леа Голдберг
- Давид Закай
- Ури Цви Гринберг
- Шай Агнон
- Дов Садан
- Ицхак Яцив
- Моше Бейлинсон
- Дан Бен-Амоц
- Йосси Бейлин (1969—1979)
- Амнон Данкнер
- Аарон Мегед
- Гидеон Куц
- Тали Липкин-Шахак
- Йорам Пери
- А. Ш. Штейн — ночной редактор, член редакционной коллегии до самой смерти в конце 1960 года
- Уриэль Зоар
- Хаим Гури
- Постоянным художником-карикатуристом газеты был художник Арье Навон.

## Редакторы газеты
- Берл Кацнельсон: 1925-1944
- Залман Шазар: 1944-1949
- Совместная редакция: Герцль Бергер, д-р Йехиел Хэлперн, Хаим Шурер: 1949-1953
- Хаим Шурер: 1954-1966
- Иегуда Готгельф: 1966-1970
- Хана Земер: 1970-1990
- Йорам Пери и Даниэль Блох: 1990-1995
- Рон Бен-Ишай: 1995-1996

## Галерея

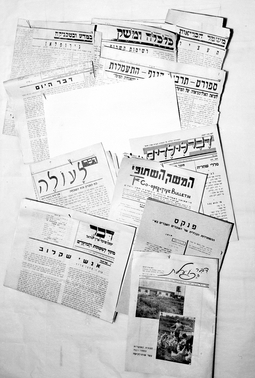
Свеженапечатанные газеты в типографии, 1937
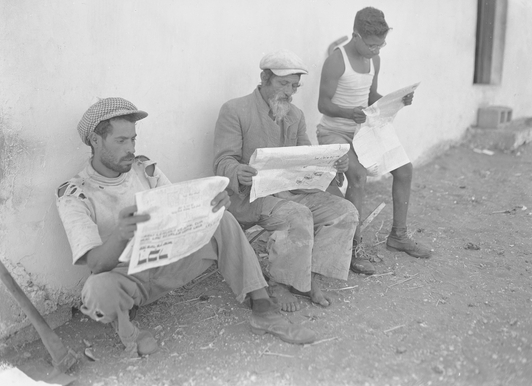
Чтение газеты «Давар» в Мошаве Элиашив, 1939
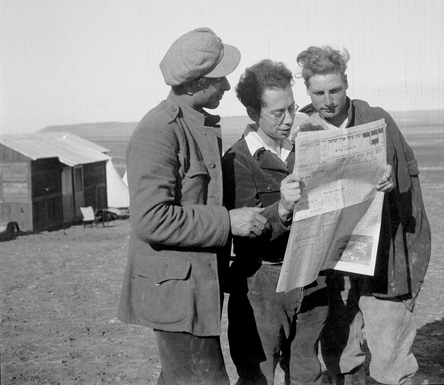
Чтение газеты «Давар» в кибуце Зора, 1937
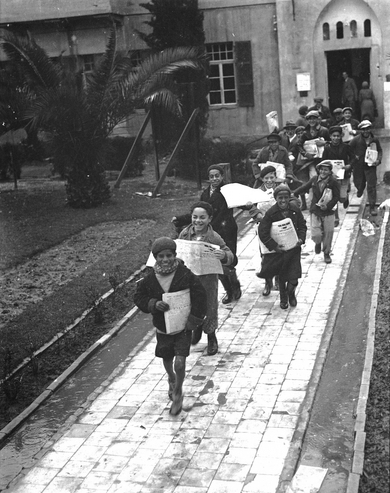
Газетчики, 1937
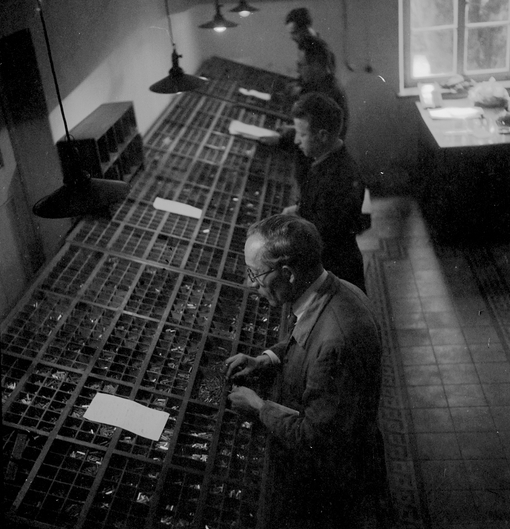
Наборщик в типографии, 1937
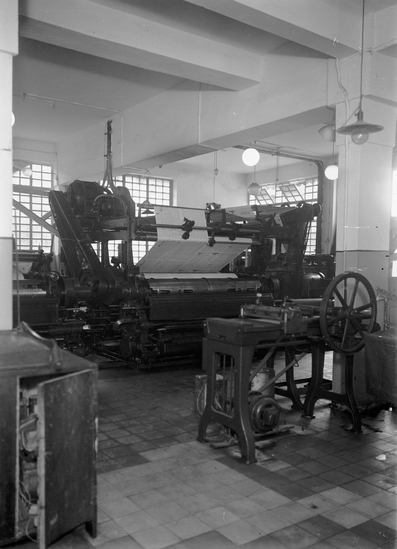
Печатные машины в типографии «Давар», 1937
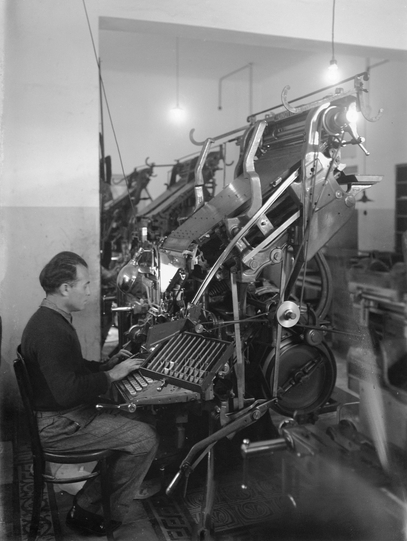
Линотип в типографии «Давар», 1937
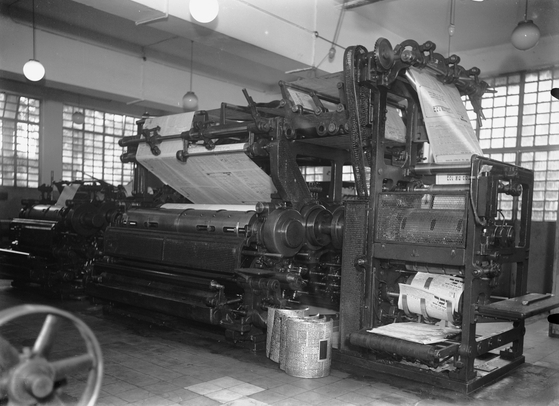
Ротационная машина в типографии «Давар», 1937